# Amphientulus gnangarae
Amphientulus gnangarae är en urinsektsart som först beskrevs av Sören Ludvig Paul Tuxen 1967.  Amphientulus gnangarae ingår i släktet Amphientulus och familjen lönntrevfotingar. Inga underarter finns listade i Catalogue of Life.